# Луполово (станция)
Лу́полово (бел. Лупалава) — железнодорожная станция Белорусской железной дороги на линии Могилёв 1 — Кричев 1, расположена на окраине Могилёва.
Через станцию осуществляются пассажирские перевозки на Могилёв, Кричев, Чаусы, Гродно, Коммунары

## Деятельность
- Прием и выдача повагонных отправок грузов, допускаемых к хранению на открытых площадках станций.
- Прием и выдача грузов в универсальных контейнерах массой брутто 24 (30) и 30 т на подъездных путях.
- Прием и выдача грузов повагонными и мелкими отправками, загружаемых целыми вагонами, только на подъездных путях и местах необщего пользования.
- Прием и выдача грузов в универсальных контейнерах массой брутто 20 и 24 т на подъездных путях.
- Продажа билетов на все пассажирские поезда. Прием и выдача багажа не производятся.[4]